# Mount Holly (Karolina Północna)
Mount Holly – miasto w Stanach Zjednoczonych, w stanie Karolina Północna, w hrabstwie Gaston.